# Zafír amazília
A zafír amazília (Amazilia lactea) a madarak osztályának sarlósfecske-alakúak (Apodiformes) rendjébe és a kolibrifélék (Trochilidae) családjába tartozó faj.
A magyar név forrással nem megerősített, lehet, hogy a német név tükörfordítása (Saphir-Amazilie).
Egyes rendszerbesorolások a Polyerata nembe sorolják Polyerata lactea néven.

## Előfordulása
Bolívia, Brazília, Peru és Venezuela területén honos.

## Megjelenése
Testhossza 9,5 centiméter.
|  |  |